# 1000000000000000
O número 1 000 000 000 000 000 = 1015, denominado mil biliões (português europeu) ou quatrilhão (português brasileiro), é o número natural que corresponde à designação de "mil milhões de milhões". Sua nomenclatura varia conforme seja adotada a escala longa ou a escala curta.
A palavra quadrillion está atestada no francês médio, assim como billion e trillion, porém quintilhão só aparece em 1877.
O corpo humano possui mais de um quatrilhão de células.